# Damir Kojašević
Damir Kojašević (in serbo Дамир Којашевић?; Podgorica, 3 giugno 1987) è un calciatore montenegrino, centrocampista del Rudar Pljevlja.

## Palmarès

### Club

#### Competizioni nazionali
- Campionato montenegrino: 1

Budućnost: 2011-2012
- Coppa del Kazakistan: 1

Astana: 2012
- Campionato kazako: 1

Astana: 2014
- Supercoppa dell'Uzbekistan: 1

Lokomotiv Tashkent: 2015
- Campionato macedone: 2

Vardar: 2015-2016, 2016-2017